# Most Zarzeczny w Wilnie
Most Zarzeczny w Wilnie – most drogowy w Wilnie, na Wilejce, w ciągu ulicy Zarzecznej, stalowy, wzniesiony w 1901; łączy Stare Miasto i Zarzecze.